# Joana Mocarzel
Joana Santos Maia Vinagre Mocarzel (São Paulo, 12 de julho de 1999) é uma atriz brasileira . Ela é filha do cineasta Evaldo Mocarzel, que fez o documentário Do Luto a Luta, sobre a Síndrome de Down, na qual a própria Joana tem participação.

## Biografia
Joana interpretou Clara na novela Páginas da Vida. Sua personagem era filha de Nanda, interpretada por Fernanda Vasconcellos. Com a morte de Nanda, Clara foi para a adoção, sendo então adotada por Helena (Regina Duarte). A personagem enfrentava preconceito de sua avó, vivida por Lília Cabral. Mas o seu avô, vivido por Marcos Caruso, e o fantasma de sua mãe a protegiam.
Em 2007, Joana Mocarzel, recebeu uma homenagem, no Senado Federal do Brasil, no Dia Internacional da Síndrome de Down. Ela participou do lançamento da campanha Aprendendo com as diferenças, organizada pela Comissão de Valorização da Pessoa com Deficiência do Senado. Também, foi selecionada para lista dos 100 brasileiros mais influentes de 2007.

### Boneca da "Clarinha"
As bonecas da Turma da Clarinha; as primeiras bonecas com características de síndrome de Down feita no Brasil, foram inspiradas na personagem interpretada por Joana Mocarzel na novela Páginas da Vida. Além da própria "Clarinha", foram desenvolvidos um casal de negros, um casal de loiros de olhos azuis, e um casal de bonecos de cabelos e olhos castanhos. Segundo os idealizadores das bonecas, a ideia é promover a inclusão no meio de todas as pessoas. A Rede Globo abriu mão de todos os direitos de royalties e a renda das vendas com as bonecas foi revertida para o Grupo Síndrome de Down da Associação das Voluntárias do Hospital Infantil Darcy Vargas, em São Paulo.

### Trabalhos na televisão
| Ano  | Título          | Papel                                                | Nota |
| ---- | --------------- | ---------------------------------------------------- | --- |
| 2005 | América         | Ela mesma                                            | Participa do programa fictício "É Preciso Saber Viver" no capítulo do dia 20 de setembro de 2005, junto ao seu pai. |
| 2006 | Páginas da Vida | Clara Toledo Flores/Clara Camargo Varella (Clarinha) | |

## Prêmios e indicações
| Ano  | Prêmio                    | Categoria       | Trabalho indicado        | Resultado | Ref         |
| ---- | ------------------------- | --------------- | ------------------------ | --------- | ----------- |
| 2007 | Prêmio Contigo!           | Atriz mirim     | Clara em Páginas da Vida | Venceu    | [ 4 ]       |
| 2007 | Prêmio Extra de Televisão | Atriz mirim     | Clara em Páginas da Vida | Venceu    | [ 5 ] [ 6 ] |
| 2007 | Globo de Ouro da TV SIC   | Destaque do ano | Clara em Páginas da Vida | Venceu    | [ 7 ]       |